# Sant Guillem de Campins
Sant Guillem és el conjunt format per una ermita i una masia al municipi de Campins (Vallès Oriental) que forma part de l'Inventari del Patrimoni Arquitectònic de Catalunya. A prop hi ha la Creu de Sant Guillem.

## Ermita
Sant Guillem és una ermita rectangular de quatre trams. El del presbiteri es cobreix amb volta de canó (segle xv?). Els altres tres trams són de volta d'aresta. Hi ha dos ulls de bou oberts en els trams segon i tercer. Té un petit campanar d'espadanya, amb un sol buit, de mig punt, per a la campana. També un cor amb balustrada de fusta. L'entrada és tapada per un porxo que es recolza per dues columnes de fusta recolzades a la paret de pedra. L'aplec de Sant Guillem de Campins se celebra cada segon cap de setmana de maig. Hi és tradicional el tastet de mel, vi dolç i coca. L'ermita té uns goigs dedicats.

## Masia
La Masia de Sant Guillem està situada al sud-oest del nucli de Campins, a l'indret anomenat Serra de Sant Guillem. Es tracta d'una masia de planta rectangular, quatre crugies i coberta de dos aiguavessos de teula àrab amb l'ermita adossada al costat sud-oest. En alçada la masia consta de planta baixa i primer pis. La façana principal està orientada a llevant i la porta d'accés és d'arc escarser dovellat, a la llinda d'una de les finestres de la planta baixa hi ha inscrita la data de 1756. Destaquen quatre finestres rectangulars del primer pis amb llinda, marc i ampit de pedra. El parament dels murs exteriors és de maçoneria de pedra rústica sense arrebossar.

## Història
L'origen de l'ermita és desconegut, la primera notícia és del 1488, quan es donà llicència per a captar a pagar-ne la construcció o reparació, ja que el 1481 es diu que feia poc que s'havia construït. Probablement, però, la capella data de la primeria del segle xvi.